# Sicherungsleine

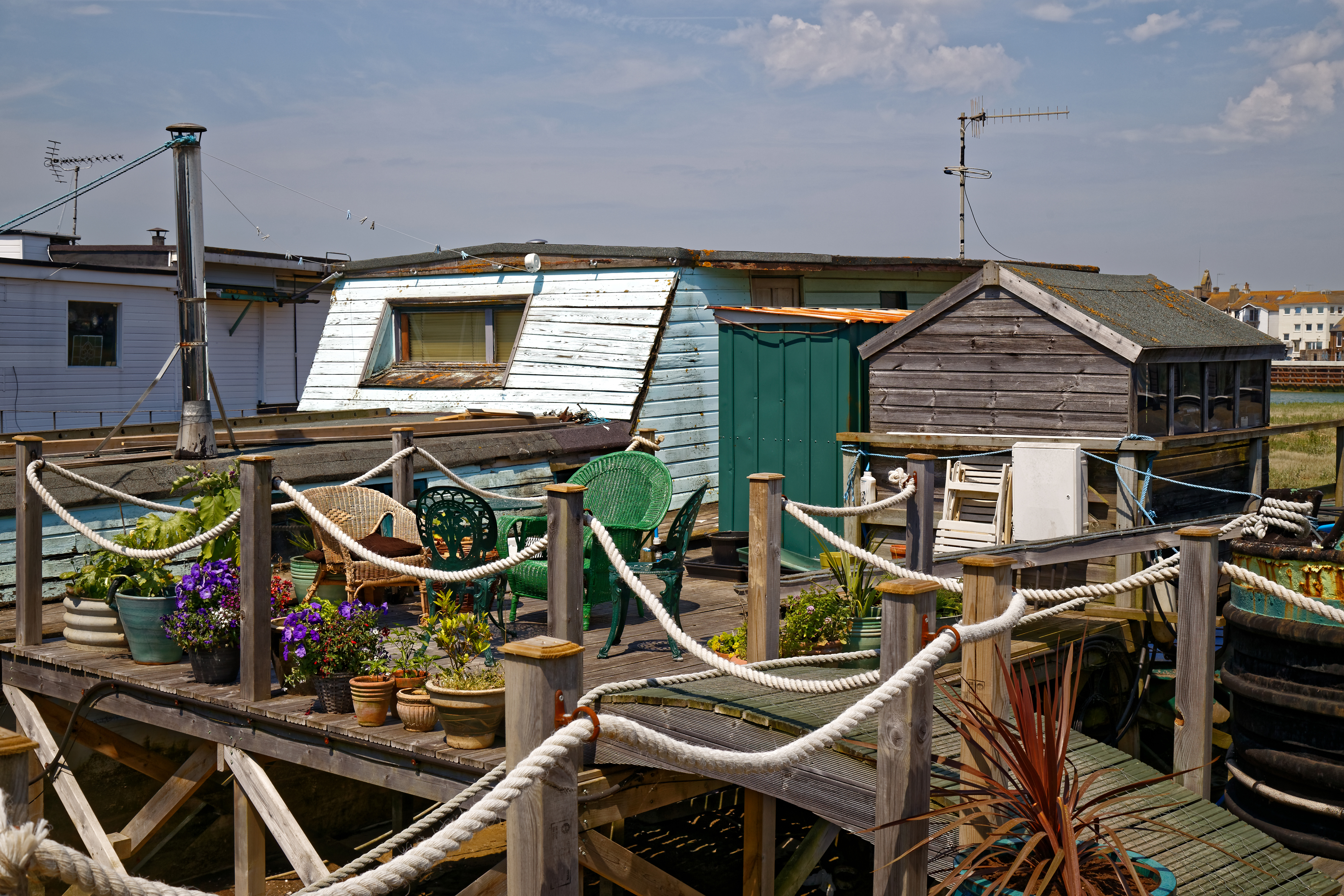
Sicherungsleine an einem Bootssteg

Eine Sicherungsleine ist eine Absturzsicherung in Form eines offenen Zauns aus Draht und Rungen, der um den Umfang eines Bereichs befestigt ist, um versehentliche Stürze zu verhindern. Man findet sie häufig auf Segelbooten und Baustellen, sowie in anderen Situationen, in denen es zu gefährlichen Stürzen kommen kann, wie z. B. an Aussichtspunkten und in Höhlen.
Sicherungsleinen sind traditionell in den Drahtdurchmessern 1/8" und 3/16" erhältlich, wobei eine weiche, aber haltbare Vinylbeschichtung die effektiven Durchmesser auf 7/32" bzw. 5/16" erhöht. Sie sollten jährlich auf Anzeichen von Korrosion oder Bruch der Drahtlitzen überprüft werden.
In der einfachsten Form besteht eine landgestützte Sicherungsleine aus einem horizontalen Drahtseil, das an zwei oder mehr Verankerungspunkten auf einem Dach, einer Kranbahn, einer Brücke oder einer Baustelle im Freien oder einem anderen erhöhten Arbeitsbereich, der ein Absturzrisiko darstellt, befestigt ist. 
Baustellen-Rettungssysteme umfassen spezielle Befestigungsbügel, Verbindungsmittel und Auffanggurte. Baustellen-Rettungssysteme können in solche unterteilt werden, die dazu dienen, Arbeiter im Falle eines Sturzes aufzufangen (aktive Systeme), oder Arbeiter davon abzuhalten, eine Absturzgefahr zu erreichen (Rückhaltesysteme).